# 傑米多夫區

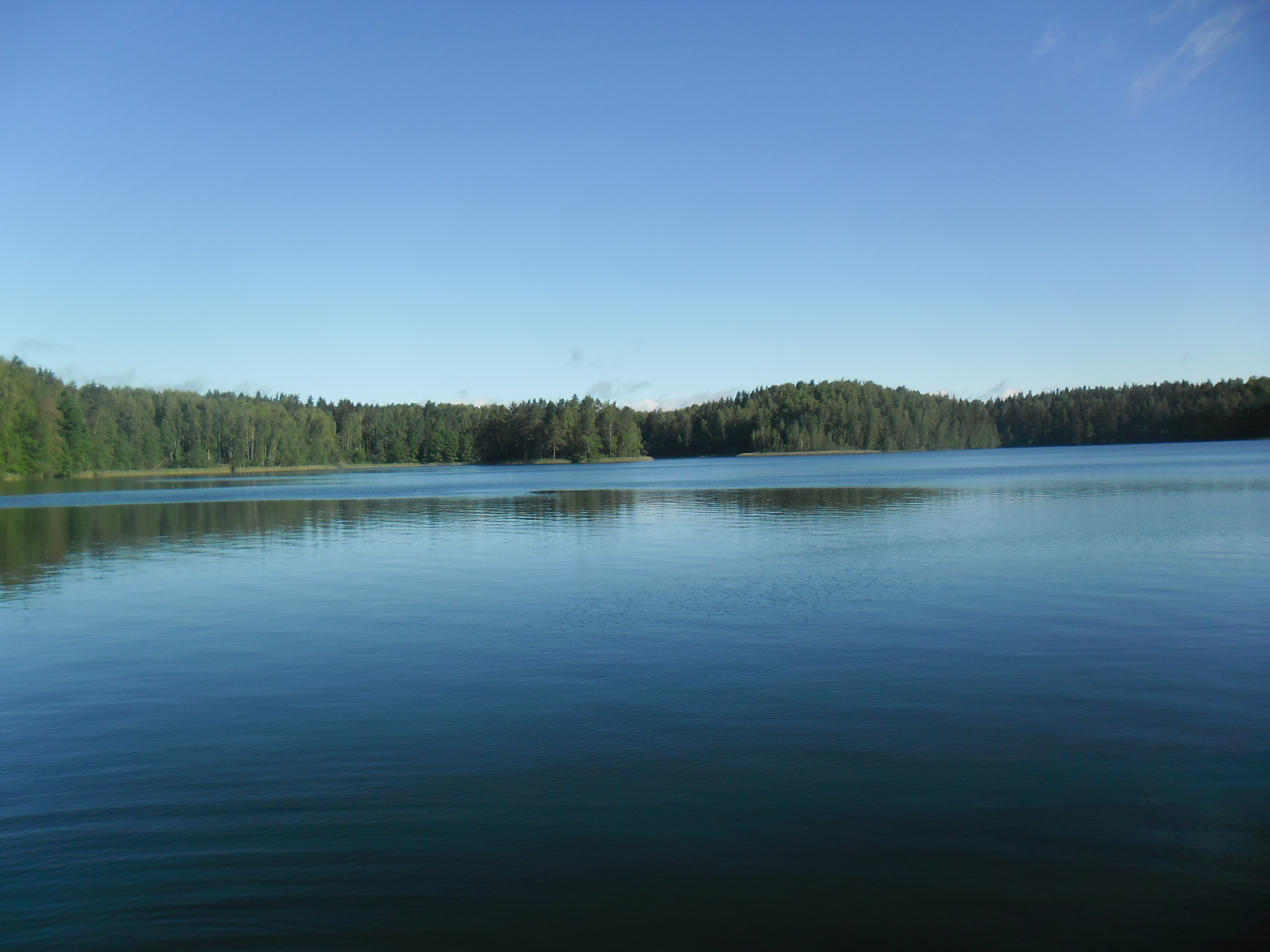

55°16′N 31°31′E / 55.267°N 31.517°E
傑米多夫區（俄语：Демидовский район）是俄羅斯的一個區，位於該國西部，由斯摩棱斯克州負責管轄，面積2,514.02平方公里，2010年人口14,039，人口密度每平方公里5.58人。